# Систем органа
Систем органа је група органа који заједно раде као биолошки систем за обављање једне или више функција. Сваки систем органа обавља одређени посао у телу и састоји се од одређених ткива.

## Системи органа и њихове функције
Ови специфични системи су широко проучавани у анатомији. Присутни су у многим врстама животиња.
- Систем органа за дисање
- Систем органа за варење
- Циркулаторни систем
- Уринарни систем
- Покровни систем
- Скелетни систем
- Ендокрини систем
- Лимфни систем
- Имунски систем
- Нервни систем
- Мишићни систем
- Репродуктивни систем